# Miesięcznik Literacki (1966–1990)
Miesięcznik Literacki („Mensualul literar”) a fost o revistă social-culturală poloneză, publicată la Varșovia în perioada 1966-1990, care s-a considerat o continuatoare a tradiției periodicului cu același nume publicat în perioada 1929–1931.
Revista a publicat, printre altele, proză, poezii, eseuri, informații din viața culturală poloneză, scrisori ale cititorilor adresate redacției.
Printre colaboratorii revistei s-au numărat Ernest Bryll, Stanisław Grochowiak, Julian Przyboś, Jerzy Putrament, Edward Stachura, Władysław Terlecki, Krzysztof Teodor Toeplitz. Redactori șefi ai revistei au fost Włodzimierz Sokorski și Andrzej Lam. Witold Nawrocki a făcut parte din comitetul de redacție.
Revista a acordat începând din 1969 premiul „Miesięcznik Literacki” pentru eseistică.